# Bherunda

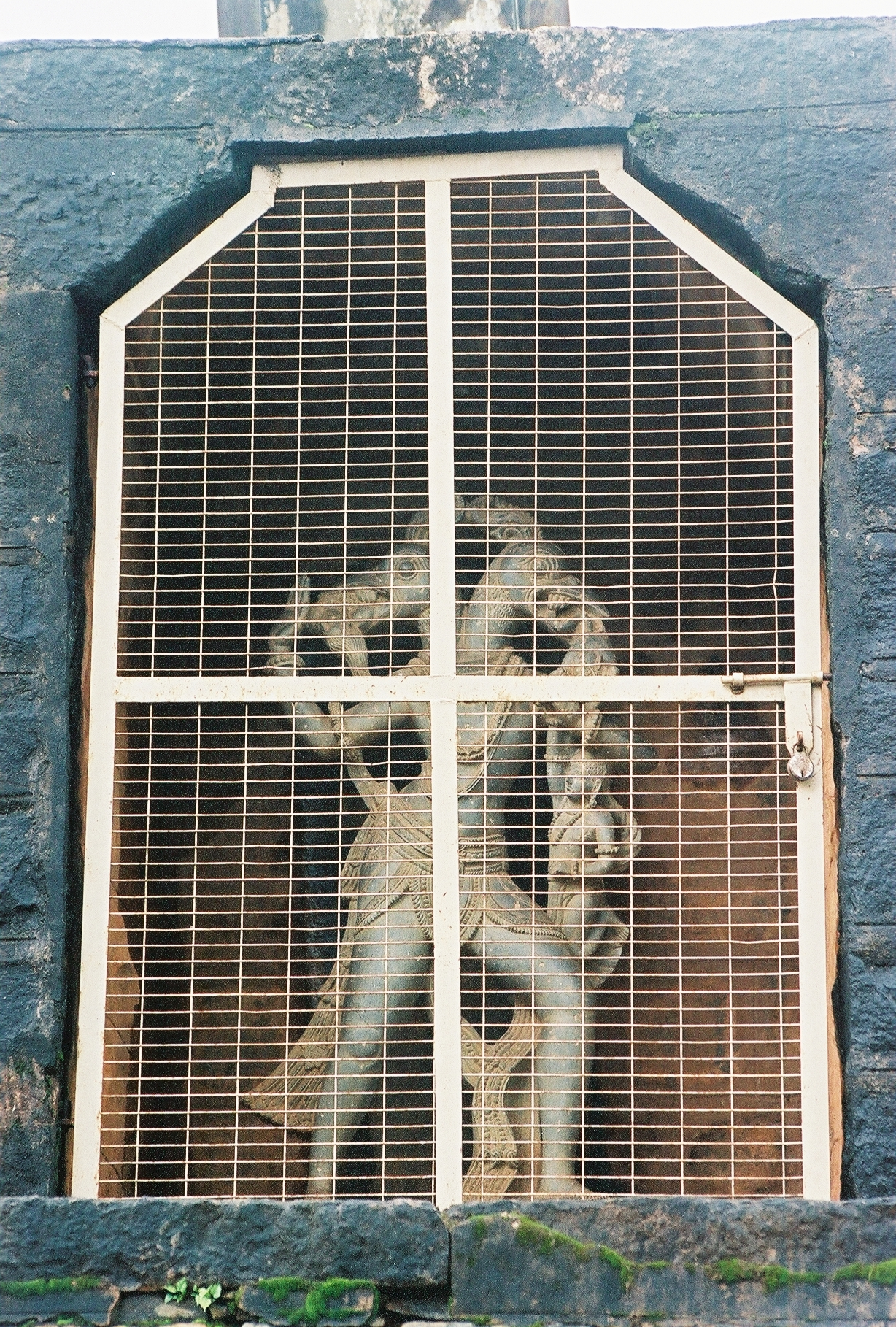
Skulptur av Ganda-Bherunda vid Tripurantaka-templet i Balligavi

Bherunda eller Ganda-Bherunda är i indisk mytologi en örn med två halsar, två huvuden och två medvetanden.
"Efter en evighet tillsammans" börjar dessa två huvuden hata varandra och beslutar att skada varandra. Båda börjar svälja stenar och gift och resultatet: hela Bherundafågeln drabbas av kramper och dör i höga skrik av smärta.
Bherundas dödsskri når ända upp till den högsta himlen, där guden Krishna tronar. Han ilar ner och väcker fågeln till liv igen. Den gode guden ville på så sätt påminna människorna om att allt hat inte bara skadar det hatade föremålet utan samtidigt - och kanske mest - den som hatar.
Det dåvarande Tjeckoslovakiens president Václav Havel använde denna berättelse i ett föredrag i Oslo 1990.